# Рак (знак зодиака)

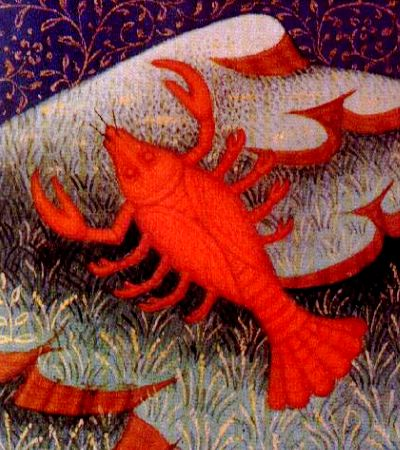
Рак

Рак (лат. Cancer) — четвёртый знак зодиака, соответствующий сектору эклиптики от 90° до 120°, считая от точки весеннего равноденствия; кардинальный знак тригона Вода. Правит четвёртым домом гороскопа.
В западной астрологии считается, что Солнце находится в знаке Рака приблизительно с 22 июня по 22 июля. Не следует путать знак Рака с созвездием Рака, в котором Солнце находится с 21 июля по 9 августа.
Знаком Рака управляет Луна, здесь в экзальтации Юпитер, в изгнании Сатурн и в падении Марс.

## Символы
В ранней астрологии символом считалось изображение рака. Современный символ ♋ представляет собой пару клешней, однако может быть интерпретирован по-разному. Встречаются следующие версии:
- слияние мужского и женского начал (инь и ян)
- уроборос (один из первых символов бесконечности в истории человечества),
- число 69.

В Юникоде символ Рака ♋ (может не отображаться в некоторых браузерах) находится под десятичным номером 9803 или шестнадцатеричным номером 264B и может быть введён в HTML-код как &#9803; или &#x264B;.

## Галерея

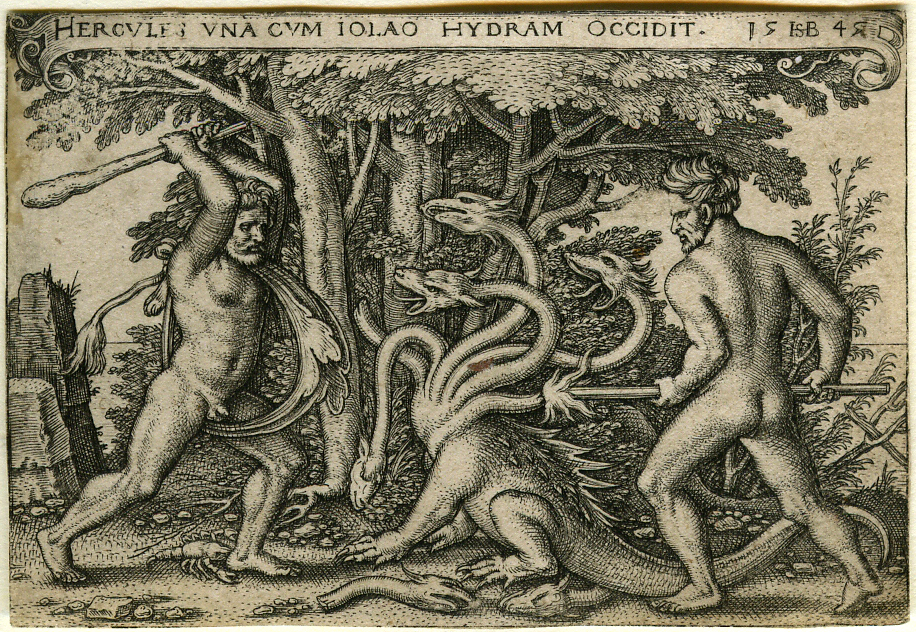
Сражение Геракла с Лернейской гидрой. Гравюра Ханса Зебальда Бехама, 1545 год.
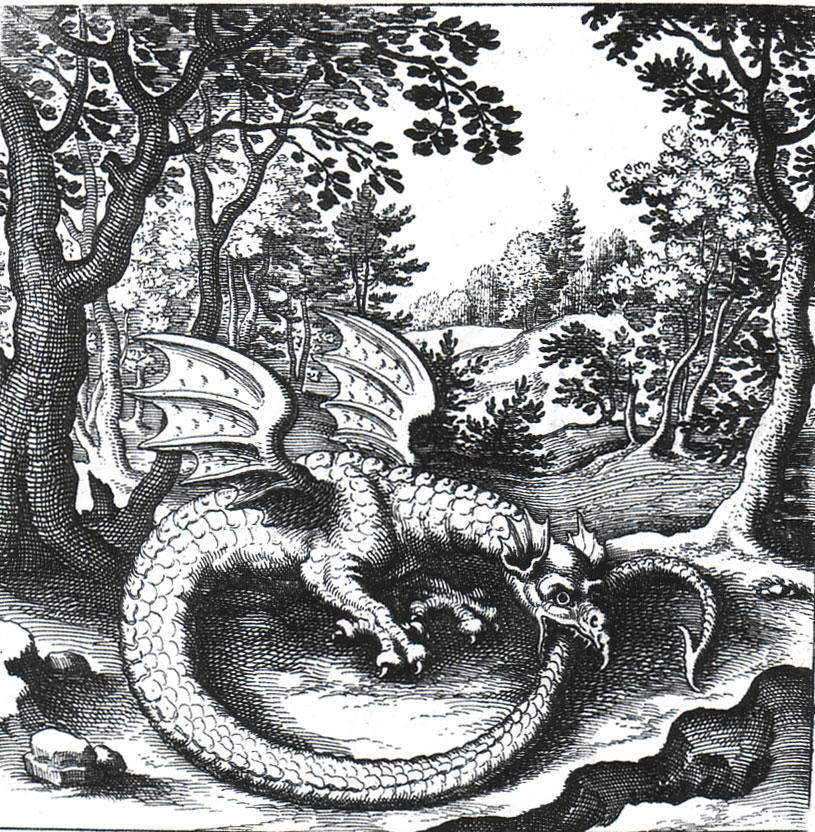
Уроборос. Гравюра Л. Дженниса из книги алхимических эмблем «Философский камень», 1625 год.
Символ инь и ян.
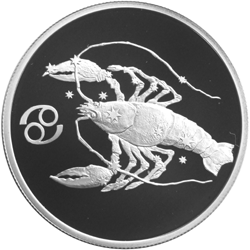
Российская монета «Рак», 2003 год.
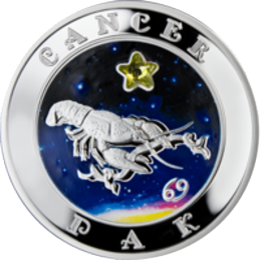
Армянская серебряная монета «Рак».
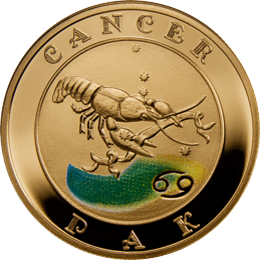
Армянская золотая монета «Рак».